# Sédition d'Opis

Représentation de l'empire Perse en 540 avant J.C, afin de situer Opis.

La Sédition d'Opis est une mutinerie qui éclate au sein de l'armée Alexandre le Grand, à Opis, au printemps 324 av. J.-C.
La cause profonde de cet évènement est le mécontentement des soldats macédoniens face à la place croissante accordée aux Perses dans l'armée du conquérant, mais aussi le basculement du centre géopolitique du royaume de Macédoine au profit de l'Asie, malgré la promesse faite par Alexandre de revenir en Macédoine, lors de la sédition en Inde en 326 av. J.-C. L'élément déclencheur de cette mutinerie est la décision du conquérant de renvoyer en Macédoine les vétérans incapables de servir car trop âgés ou blessés.
Cette révolte intervient seulement quelques mois après les Noces de Suse, et s'inscrit dans les difficultés rencontrées par Alexandre durant les dernières années de son règne.

## Contexte
La deuxième partie de la conquête d'Alexandre le Grand est marquée par une multitude d'oppositions, émergeant aussi bien de ses proches que de son armée. Ces oppositions sont dues à plusieurs facteurs, on peut en premier lieu citer l’orientalisation de l’armée et du souverain lui-même. Ces deux points de tension sont parfaitement illustrés avec le meurtre de Cleitos en 328 av. J.-C., l’affaire de la proskynèse ainsi que le mariage avec Roxane l’année suivante en 327 av. J.-C. Un autre événement représentant parfaitement cette orientalisation de l'armée du conquérant est la création d'une cinquième hipparchie exclusivement composée de Perses, celle-ci est ajoutée au corps des Compagnons.
Un autre facteur de tension est la volonté des soldats de rentrer en Macédoine avec leur roi, conscients que ce dernier s’orientalise. Celle-ci s'exprime en Inde en 326 av. J.-C. marquant la fin de la conquête et le début du voyage retour vers Babylone.
Les soldats macédoniens observent durant le règne d’Alexandre un basculement géopolitique et idéologique, leur roi ne gouverne plus selon les traditions macédoniennes et ne semble plus vouloir rentrer en Macédoine. En effet, Alexandre porte un projet de syncrétisme entre conquérants et conquis, malgré toutes les tensions que cela engendre. Cela s’illustre parfaitement au travers des Noces de Suse en février 324 av. J.-C. qui exacerbent la colère des Macédoniens.

## La sédition
Quelques mois après les Noces de Suse, au printemps 324 avant J.-C., alors qu’Alexandre remonte le Tigre, une révolte éclate au sein de son armée à Opis. Cette dernière est due à l’annonce d’Alexandre du renvoi en Macédoine, non sans une prime de démobilisation, des hommes jugés incapables de servir car trop vieux ou blessés. Cette annonce est interprétée par les phalangites comme la preuve qu’Alexandre souhaite se passer de leurs services en s’appuyant exclusivement sur les Perses,. De plus, bien que les soldats macédoniens souhaitent rentrer en Macédoine, ils veulent revenir tous ensemble, roi inclus. Le renvoi exclusif des vétérans et des blessés est considéré comme la preuve que le roi « établirait pour toujours en Asie le centre du Royaume ».
Selon l’Anabase d’Arrien, Alexandre fait exécuter 13 meneurs de la sédition et tente dans un discours de rallier les phalangites à sa cause en leur énumérant tous les bienfaits de leur loyauté jusque-là ininterrompue. Le discours, tel qu'il nous est parvenu écrit par Arrien, nous propose un long monologue, dans lequel Alexandre souligne pour la première fois sa dette envers son père Philippe avant de se lancer dans une tirade dans laquelle il énumère ses propres réalisations et ses qualités de meneur d'hommes. Cependant, sans succès, le discours d’Alexandre ne parvient pas à convaincre les mutins.
Dans les jours suivants, Alexandre reste sous tente en refusant tout contact avec les Macédoniens et n’accordant son temps et ses faveurs qu’aux Perses. En effet, Alexandre convoque une assemblée des soldats orientaux à laquelle les Macédoniens sont interdits de participer. Il accorde aux phalangites Perses le titre de « pezhetairoi » (compagnons-fantassins) ce qui revient à mettre sur un total pied d’égalité les Macédoniens et les Perses. De plus, Alexandre inclut les Perses dans l’Agéma, la garde royale. Alexandre a pour stratégie de laisser croire qu’il n’a plus besoin de l’aide des Gréco-macédoniens.
Au bout de quelques jours, les soldats macédoniens se présentent sans armes devant le conquérant et souhaitent même effectuer le rite de la proskynèse, dans l’espoir d’obtenir son pardon. Alexandre accepte et, pour manifester son pardon, il les appelle ses « parents » au même titre que les Perses. Les inquiétudes des troupes gréco-macédoniennes semblent s’être dissipées, mais Alexandre ne revient pas pour autant sur les mesures adoptées en faveur des Perses.
Selon Arrien, afin de fêter cette réconciliation, Alexandre donne un immense banquet de 9 000 personnes. Le conquérant, assis au milieu des Macédoniens, prie pour obtenir la concorde entre ces derniers et les Perses.

## Conséquences
À la fin du printemps 324 av. J.-C., Alexandre charge Cratère et son second, Polyperchon, de rentrer en Macédoine avec les 10 000 soldats macédoniens démobilisés. De plus, Cratère doit remplacer Antipater comme stratège d’Europe, ce dernier reçoit l’ordre de rejoindre Alexandre en Asie avec de jeunes troupes.
Cet événement met en exergue la différence de projet qui existe entre le conquérant et son armée. De même, on observe un changement dans les rapports entre Alexandre et ses troupes, contrairement à la sédition de l'Hyphase en 326 av. J.-C. ce sont les Macédoniens qui cèdent. Alexandre ne dépend plus entièrement de la bonne volonté de ses soldats,.
Bien que la mort d’Alexandre soit insoupçonnable à ce moment-là, l’absence de Cratère, alors en mission de rapatriement, joue un rôle important lors des accords de Babylone au lendemain de la disparition d’Alexandre en juin 323 av. J.-C.

### Sources antiques
- Arrien, Anabase
- Quinte-Curce, L'Histoire d'Alexandre le Grand
- Plutarque, Vies parallèles, Alexandre